# Paul Baumgartner
Paul Baumgartner (ur. 21 lipca 1903 w Altstätten, zm. 19 października 1976 w Locarno) – szwajcarski pianista.

## Życiorys
Uczył się gry na fortepianie i kompozycji u Waltera Braunfelsa w Monachium oraz u Eduarda Erdmanna w Kolonii. W latach 1927–1935 wykładał w kolońskiej Rheinische Musikhochschule. W 1937 roku został wykładowcą konserwatorium w Bazylei. W latach 1952–1961 prowadził mistrzowską klasę fortepianu w konserwatorium w Hanowerze.
Wykonywał repertuar fortepianowy okresu klasycyzmu i romantyzmu, a także repertuar współczesny. Występował razem z m.in. Pau Casalsem i Pierre’em Fournierem.